# Шлюб по-імеретинськи
«Шлюб по-імеретинськи» — радянський двосерійний комедійний телефільм 1979 року, знятий режисерами Нінель Ненова-Цулая і Гено Цулая на кіностудії «Грузія-фільм».

## Сюжет
Телефільм за однойменним романом А. Ебаноїдзе. Лірична кінокомедія. Повернувшись додому, молодий скульптор Ладо вирішив подарувати рідному селу статую, яка прикрасила б центральну площу. Для натурниці він обрав юну односельчанку Нуцу. Молоді люди одразу покохали одне одного, але їхнім почуттям довелося пройти серйозну перевірку. Батько і брат Нуци наполягали на негайному весіллі, і не готовий до такого серйозного кроку Ладо втік із села.

## У ролях
- Сесілія Такаїшвілі — Теброле, бабуся Ладо
- Давид Квірцхалія — Ладо Інашвілі, скульптор
- Маріка Чічінадзе — Нуца
- Михайло Вашадзе — Касьян
- Етері Моцикулашвілі — Анетта
- Давид Абашидзе — Симон Торадзе, голова колгоспу
- Гіві Модебадзе — роль другого плану
- Іраклій Азікурі — роль другого плану
- Реваз Дарджанія — роль другого плану
- Заза Колелішвілі — Турніке Нуарадзе, брат Нуци
- З. Мукманіані — роль другого плану
- Ілля Ткемаладзе — роль другого плану
- Валентина Сьоміна — роль другого плану
- Василь Кахніашвілі — дядько скульптора Ладо
- Тамара Тваліашвілі — Р. Кочіашвілі
- Іване Сакварелідзе — Микола Каталадзе, шкільний вчитель на пенсії
- Гіві Берікашвілі — Бухуті
- Ц. Церетелі — роль другого плану
- Маноні Абашидзе — епізод
- Ніно Бахтадзе — епізод
- Важо Брегвадзе — епізод
- Леомер Гугушвілі — епізод
- Ц. Джандієрі — епізод
- Дато Джапаріде — епізод
- К. Кіпіані — епізод
- Александре Купрашвілі — старий з дитиною в кафе
- Джимі Ломідзе — шофер
- Гурам Лордкіпанідзе — гість у будинку батька Нуци
- Д. Мумладзе — епізод
- Венера Непарідзе — Сідонія, дружина Симона Торадзе
- Грант Саркісян — епізод
- Е. Схіртладзе — епізод
- Юрій Схіртладзе — епізод
- Леван Учанейшвілі — хлопець у кафе
- Йосип Хаїндрава — Бікентій, Ферапонт, гість у будинку батька Нуци
- Гіві Цикарідзе — епізод
- Манана Цхададзе — епізод
- Давид Чхиквадзе — гість у будинку батька Нуци
- Кетеван Есаяшвілі — епізод
- Нато Цулая — відвідувачка скульптора
- Т. Еріставі — епізод
- І. Кворчилава — епізод

## Знімальна група
- Режисери — Нінель Ненова-Цулая, Гено Цулая
- Сценаристи — Олександр Ебаноїдзе, Марина Вишневецька, Гено Цулая
- Оператор — Юрій Кікабідзе
- Композитор — Нугзар Вацадзе
- Художник — Джемал Мірзашвілі